# 马林卡市镇
馬林卡市级市鎮（烏克蘭語：Мар'їнська міська громада）是烏克蘭的一個市鎮，位於頓涅茨克州的波克羅夫斯克區，行政中心为馬林卡。市鎮面積485.3平方公里，2022年人口数量为33,029人。

## 居民点
该市镇包括两个城市和15个村庄。
- 城市：马林卡（行政中心）、克拉斯諾霍里夫卡；
- 村庄：安东尼夫卡（烏克蘭語：Антонівка (Покровський район)）、赫奧爾希伊夫卡、伊丽莎白蒂夫卡、第二热兰内（烏克蘭語：Желанне Друге）、第一热兰内（烏克蘭語：Желанне Перше）、佐里亚内（烏克蘭語：Зоряне (Покровський район)）、伊林卡（烏克蘭語：Іллінка (село, Покровський район)）、卡捷琳尼夫卡（烏克蘭語：Катеринівка (Мар'їнська міська громада)）、康斯坦丁尼夫卡、馬克西米利亞尼夫卡、新米哈伊利夫卡、亚历山德罗皮尔（烏克蘭語：Олександропіль (Мар'їнська міська громада)）、帕拉斯科维伊夫卡、波别达、罗曼尼夫卡（烏克蘭語：Романівка (Покровський район)）。